# 라파엘 알바
라파엘 유니에르 알바 카스티요(스페인어: Rafael Yunier Alba Castillo, 1993년 8월 12일~)는 쿠바의 태권도 선수이다. 2020년 하계 올림픽과 2024년 하계 올림픽에 헤비급에서 동메달을 획득했으며 세계 선수권 대회에서 2번 우승했다. 